# ويليام جاستن كرول
ويليام جاستن كرول (بالفرنسية: William Justin Kroll)‏ هو مهندس ومخترِع وكيميائي لوكسمبورغي، ولد في 24 نوفمبر 1889 في إيش سوغ ألزيت في لوكسمبورغ، وتوفي في 30 مارس 1973 في بروكسل في بلجيكا.

## وصلات خارجية
- ويليام جاستن كرول على موقع الموسوعة البريطانية (الإنجليزية)